# Божидар Козарев
Божидар Николов Козарев е български скулптор.

## Биография
Роден е на 23 ноември 1947 г. в София. През 1966 г. завършва Художествената гимназия в София, а през 1974 г. - Висшия институт за изобразително изкуство „Николай Павлович“ (сега Национална художествена академия), специалност „Декоративно-монументална скулптура“. Учи при проф. Величко Минеков, проф. Димитър Даскалов, проф. Крум Дамянов.
От 1981 г. е преподавател в НХА по скулптура в специалност „Резба“. От 1986 г. е доцент, а от 1996 г. – професор по скулптура в НХА.
Член е на СБХ.
През 1986 г. печели стипендия за специализация в Cite Internationale des Arts, Париж. Има голям брой реализирани монументални творби. От 1975 г. участва във всички общи изложби на СБХ.

## Изложби
Индивидуални изложби
- Галерия „Арте“, София (2016 г.);
- Галерия „Кръг+“, София (2007 г.);
- галерия „Ведарт“, София (2001 г.);
- галерия „Проф. Асен Василев“, София, галерия „Александър“, София (1993 г.).

Колективни изложби и симпозиуми
- Изложба – „Спорът за реалността“ – СБХ, София (2017 г.)
- МОНУМЕНТАЛИСТИ в кавалетни форми – галерия „Арте“, София (2015 г.)

- Изложба на преподавателите в НХА, Софийска градска художествена галерия (2006 г.);
- Море – Сюр – Лоан, Франция (2003 г.);
- 13 скулптори, галерия „Средец“, София (2003 г.);
- Съвременна българска скулптура, колекция Юго Вутен (Парк Солвей), Европалия – България, Брюксел (2002 г.);
- Галерия „Xan-Tinne“, Геел, Белгия (1996 г.);
- Групова изложба град Алжир (1984 г.);
- Симпозиум по скулптура Берлин – Марцан (1984 г.);
- Симпозиум по скулптура Бургас – Отманли (1976 г.)

Постоянни колекции
- Национална художествена галерия – София;
- Софийска градска художествена галерия;
- Художествена галерия – Велико Търново;
- Художествена галерия – Сливен;
- Художествена галерия – Русе;
- Колекция „Юго Вутен“ – Белгия;
- Галерия „Xan-Tinne“, Белгия;
- Колекция „Д-р Бекария“, Барселона, Испания;
- Градски музей Висбаден – Германия.

## Награди и отличия
- Награда на СБХ за скулптура на историческа тема (1982 г.);
- Награда на СБХ на името на Иван Лазаров за монументална скулптура (1978 г.)
- През май 2016 г. е отличен с орден „Св. св. Кирил и Методий“ – I степен.[1]